# Baketurel
| G29 | k · t | w · r | n · Z2 | r · Z1 |

| G29 | k · t | w · r | n · Z2 | r · Z1 |

Baketurel fue una reina del Antiguo Egipto durante la Dinastía XX. Es probable que fuese la Gran Esposa Real de Ramsés IX.

## Tumba
Fue enterrada en la tumba KV10, construida para el faraón usurpador Amenmeses de finales de la Dinastía XIX, donde se redecoró una cámara para su uso. Debido a este hecho, anteriormente se pensaba que ella era la esposa de Amenmeses.
Dodson (1987) argumentó que la redecoración de la tumba KV10 se realizó durante el reinado de Ramsés IX. Sin embargo, Schaden y Ertman (1989) afirman que parte del trabajo en la sala de Baketurel pudo haber sido realizado durante el reinado de la reina Tausert. Si es así, esto sugeriría una fecha anterior para la reina Baketurel.